# Translúcido (película)
Translúcido es una película ecuatoriana-estadounidense de 2016, dirigida y escrita por Leonard Zelig y protagonizada por Roberto Manrique. Se estrenó el 11 de noviembre de 2016. En 2017 ganó el premio de mejor película ecuatoriana en el Festival Internacional de Cine de Guayaquil y el voto del Público en el Festival Latinoamericano de Cine de Quito.

## Producción
Roberto Manrique fue el productor ejecutivo del filme. Leonard Zelig fue el guionista y director del filme. Cristina Morrison además de actuar, aportó con la banda sonora de la película con su música jazz.

## Rodaje
El rodaje se lo realizó durante 11 días en New York, Estados Unidos, y 7 días por Ecuador.
Gran parte del guion fue improvisado por Manrique, quien interpreta a Rubén, dotándolo de anécdotas propias, con experiencias de su grabación por Ecuador para su serie web Bienaventurados, además de sus conversas por Skype con amigos. Todo esto le valió para dotar a la película de realismo.

## Sinopsis
La película trata de Rubén, un joven con cáncer terminal que decide pasar las últimas 24 horas de su vida con sus amigos más cercanos. La película trata la muerte como parte de la vida, y la decisión de Rubén de realizarse un suicidio asistido antes de que pase lo inminente que es morir luego de ser una carga para todos con su enfermedad al estar más deteriorado en sus últimos días.

## Elenco
- Roberto Manrique[1]
- Cristina Morrison[1]
- Diego Mignone[4]